# KMN Sevnica
Il Klub Malega Nogometa Futsal Club Sevnica è una società slovena di calcio a 5 con sede a Sevnica.

## Rosa 2015/2016
| N. |                     | Ruolo | Calciatore        |
| -- | ------------------- | ----- | ----------------- |
| 1  | Slovenia (bandiera) | G     | Žan Gregl         |
| 2  | Slovenia (bandiera) | G     | David Božičnik    |
| 3  | Slovenia (bandiera) | G     | Borut Žičkar      |
| 4  | Slovenia (bandiera) | G     | Sebastijan Drobne |
| 5  | Slovenia (bandiera) | G     | Matej Pirc        |
| 7  | Slovenia (bandiera) | G     | Matej Kranjčevič  |
| 8  | Slovenia (bandiera) | G     | Luka Koprivnjak   |
| 9  | Slovenia (bandiera) | G     | Jan Mlakar        |
| 10 | Slovenia (bandiera) | G     | Beno Govekar      |
| 11 | Slovenia (bandiera) | G     | Marko Račič       |

| N. |                                 | Ruolo | Calciatore      |
| -- | ------------------------------- | ----- | --------------- |
| 13 | Slovenia (bandiera)             | P     | Denis Govekar   |
| 15 | Slovenia (bandiera)             | G     | Domen Krnc      |
| 17 | Slovenia (bandiera)             | G     | Uroš Martić     |
| 18 | Slovenia (bandiera)             | P     | Matej Zakšek    |
| 19 | Slovenia (bandiera)             | G     | Nenad Kurtić    |
| 22 | Slovenia (bandiera)             | G     | Gregor Pešec    |
| 27 | Slovenia (bandiera)             | G     | Irnes Škorić    |
| 31 | Slovenia (bandiera)             | G     | Jan Nečemer     |
| 33 | Bosnia ed Erzegovina (bandiera) | P     | Mihajlo Šljivić |

## Palmarès
- 1 Campionati sloveni: 1998